# Porfirio Muñoz Ledo

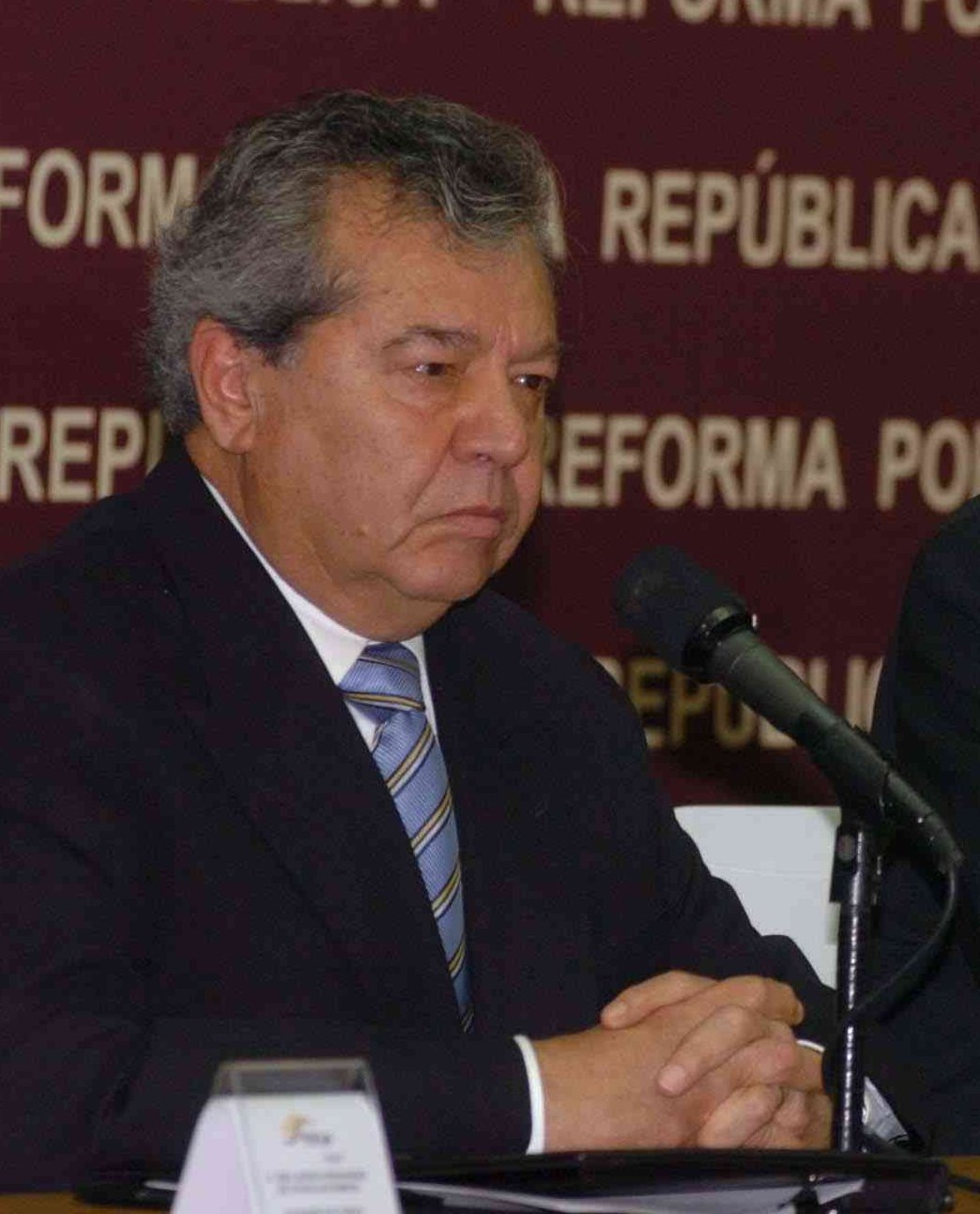
Porfirio Muñoz Ledo

Porfirio Alejandro Muñoz Ledo y Lazo de la Vega (Mexico-Stad, 13 juli 1933 – aldaar, 9 juli 2023) was een Mexicaans politicus.
Muñoz Ledo studeerde rechtsgeleerdheid aan de Nationale Autonome Universiteit van Mexico (UNAM) en behaalde een doctoraat aan de Sorbonne en sloot zich aan bij de Institutioneel Revolutionaire Partij (PRI). Onder president Luis Echeverría was hij minister van arbeid en onder José López Portillo minister van onderwijs. Van 1975 tot 1976 was hij voorzitter van de PRI. Hij was Mexico's ambassadeur bij de Verenigde Naties van 1978 tot 1985.
In 1988 brak hij met de PRI en sloot hij zich aan bij de presidentscampagne van Cuauhtémoc Cárdenas. Hij won een zetel in de Kamer van Senatoren en was een jaar later een van de oprichters van de Partij van de Democratische Revolutie (PRD). Van 1993 tot 1996 was hij voorzitter van die partij. In 1997 werd hij gekozen in de Kamer van Afgevaardigden en werd daar voorzitter van, waarmee hij de eerste voorzitter uit de oppositie was.
In 1999 stapte hij uit de PRD en werd presidentskandidaat voor de Authentieke Partij van de Mexicaanse Revolutie (PARM) een jaar later. Kort voor de verkiezingen trok hij zijn kandidatuur echter in en riep op op Vicente Fox van de Nationale Actiepartij (PAN) te stemmen, omdat die tenminste kans had de macht van de PRI te breken. Muñoz Ledo was echter te laat om zijn kandidatuur officieel in te trekken en haalde nog 0,42% van de stemmen. Dit was voor de PARM echter niet genoeg om haar erkenning te behouden, waardoor de partij verdween. Na de verkiezingen wees Fox hem aan tot ambassadeur in België en de Europese Unie.
In 2005 sloot Muñoz Ledo zich aan bij de presidentscampagne van PRD-politicus Andrés Manuel López Obrador, maar werd niet weer lid van de PRD. Na de verkiezingsnederlaag van López Obrador, hoewel er volgens zijn aanhangers sprake was geweest van fraude, werd Muñoz Ledo voorzitter van het Breed Progressief Front (FAP), een samenwerkingsverband van de PRD met de Partij van de Arbeid (PT) en Convergentie, in steun van López Obradors zelfuitgeroepen "legitiem presidentschap". In 2009 werd hij voor de PT in de Kamer van Afgevaardigden gekozen.
Ledo overleed op 89-jarige leeftijd.